# Tony Crombie
Anthony John „Tony“ Crombie (* 27. August 1925 in London; † 18. Oktober 1999 ebenda) war ein britischer Jazz- und Rhythm-&-Blues-Musiker (Schlagzeuger, Pianist, Bandleader und Komponist).

## Leben und Wirken
Crombie, dessen Mutter als Stummfilmpianistin arbeitete, begann als Jugendlicher mit dem Schlagzeugspiel. In der Band des Saxophonisten Harry Robbins trat er im Londoner Mazurka Club (1941) und im Number One Rhythm Club (1942) auf. In den nächsten Jahren arbeitete er bei Carlo Krahmer (1943), bei Johnny Claes und bei Tito Burns, bevor er 1947 mit einer eigenen Band auf Irland-Tournee ging. 1948 begleitete er gemeinsam mit Bassist Jack Fallon Duke Ellington und Ray Nance auf ihrer Gastspielreise durch Großbritannien. Mit Krahmer, Ronnie Scott, Johnny Dankworth, Dennis Rose, Laurie Morgan und Pete Chilver gehörte er zu einem Kreis von Musikern im Club Eleven (1948–1950), die sich dem Bebop anschlossen. In den nächsten Jahren tourte er mit Annie Ross, Lena Horne, Bobby Breen und Carmen McRae. 1954 und 1955 gehörte er zur Band von Victor Feldman. Zur gleichen Zeit leitete er ein Orchester, mit dem er auch Modern-Jazz-Aufnahmen mit Dizzy Reece, Joe Temperley, Les Condon und Annie Ross (Annie by Candlelight, 1956) einspielte. Mit dieser Formation war er auch international auf Tournee.
1956 wechselte er zum Rock and Roll und gründete The Rockets, zu denen zeitweilig auch Bassist Jet Harris gehörte; seine Aufnahme „Teach You To Rock“ gilt als die erste britische R&R-Aufnahme und war im Oktober 1956 in den UK Top 30. Mit den Rockets war er im Mai 1957 auch in Island auf Tournee. 1958 wandten sich The Rockets der Jazzszene zu; es gehörten nun Scott, Red Mitchell und Tubby Hayes zur Band.
1959 gründete Crombie seine Band Jazz Inc. (u. a. mit Stan Tracey). 1960 spielte er länger in Monte Carlo. Anschließend wurde er der Schlagzeuger der Hausband in Ronnie Scott’s Jazzclub, wo er Ella Fitzgerald, Coleman Hawkins, Ben Webster und Jimmy Witherspoon begleitete. Später arbeitete er mit den Organisten Mike Carr und Georgie Fame sowie mit Alan Clare.
Crombie komponierte auch für das Fernsehen, etwa für die Krimi-Serie The Man from Interpol. Miles Davis nahm seine Komposition „So Near, So Far“ für sein Album Seven Steps to Heaven auf (die 1992 auch Joe Henderson auf So Near, So Far (Musings for Miles) gecovert hatte). Andere Titel wie „That Tune“ und „Restless Girl“ wurden von Stéphane Grappelli, mit dem er häufig im Trio von Alan Clare arbeitete, eingespielt; Saxophonist Paul Gonsalves nahm seinen Titel „Deb’s Delight“ auf.
Er wurde im Golders Green Crematorium in London eingeäschert, wo sich auch seine Asche befindet.

## Diskographische Hinweise
- Tony Crombie And His Orchestra – 1954 (Decca LK4087) (JMC9). (Wiederveröffentlicht auf Jasmine als Modern Jazz At The Festival Hall)
- Rockin' with The Rockets – 1957 (Columbia 33S 1108)
- Man from Interpol Soundtrack Music from the NBC TV Series – 1960

## Filmografie(Auswahl)
- 1960: Das Haus der tausend Schreie (The Tell Tale Heart)
- 1960: Das Spinngewebe (The Spider's Web)
- 1960: Eva unter nackter Sonne (The Nudist Story)

## Lexikalische Einträge
- John Chilton, Who’s Who in British Jazz London 2005; ISBN 978-0826472342